# Willi Kund
Willi Kund (* 11. März 1908; † 30. August 1967) war ein deutscher Fußballnationalspieler. Der linke Flügelstürmer hat 1930 und 1931 zwei Länderspiele in der Fußballnationalmannschaft absolviert und dabei ein Tor erzielt. Mit der Auswahl von Süddeutschland gewann Kund 1931 den Bundespokal und mit der Elf von Sachsen 1936 den Reichsbundpokal, ehe er 1939 nach der Rückkehr zum 1. FC Nürnberg mit dem „Club“ den Tschammerpokal gewonnen hat.

## Laufbahn
Kund spielte über 10 Jahre bei zwei Spitzenvereinen der damaligen Zeit, dem 1. FC Nürnberg und dem Dresdner SC. Seine Laufbahn startete er beim 1. FC Nürnberg, mit dem er in der Saison 1928/29 erstmals die süddeutsche Meisterschaft gewann und in der Endrunde um die deutsche Fußballmeisterschaft erst im Halbfinale an Hertha BSC (Wiederholungsspiel, 2:3) scheiterte. Nach dem Erfolg 1934 in der Gauliga Bayern setzte sich Kund mit Nürnberg in der Endrunde um die deutsche Meisterschaft in der Gruppenphase gegen den Dresdner SC, Borussia Fulda und Wacker Halle durch, meisterte mit 2:1 im Halbfinale die Hürde des BFC Viktoria 89 Berlin und scheiterte knapp im Finale um die deutsche Fußballmeisterschaft (1:2 gegen Schalke 04). Mit Karl Gußner, Max Eiberger, Georg Friedel und Seppl Schmitt hatte er dabei den „Club“-Angriff gebildet.
In diese Zeit fielen auch seine zwei Länderspiele für die deutsche Nationalmannschaft: 1930 in Kopenhagen debütierte er wie Reinhold Münzenberg und Karl Hohmann bei einer 3:6-Niederlage gegen Dänemark und erzielte in der 37. Minute den 2:3-Anschlusstreffer. Am 13. September 1931 bildete er in Wien gegen das „Wunderteam“ aus Österreich mit Leonhard Weiß, Josef Hornauer, Ernst Kuzorra und Richard Hofmann den deutschen Angriff. Bei der 0:5-Niederlage hatte das Team von Otto Nerz aber keine Chance gegen die Elf von Hugo Meisl.
Von 1934 bis 1938 lebte er aus beruflichen Gründen in Dresden und spielte für den dortigen Dresdner SC. Mit dem DSC errang er 1934/35 und 1935/36 jeweils die Vizemeisterschaft in der Gauliga Sachsen. Im Tschammerpokal scheiterte er mit Dresden im Wettbewerb 1937 im Halbfinale an Fortuna Düsseldorf. Als Angreifer des Dresdner SC gewann Kund 1936 mit Sachsen den Reichsbundpokal. Das erste Finalspiel am 1. März 1936 gegen die Auswahl von Südwestdeutschland endete 2:2 nach Verlängerung, das Wiederholungsspiel am 24. Mai in Leipzig brachte aber Kund und seinen Angriffskollegen Erwin Helmchen, Erich Hänel und Willi Munkelt einen 9:0-Erfolg. Als Titelverteidiger zog Sachsen auch 1937 in das Finale ein, in Berlin setzte sich aber die Vertretung aus dem Niederrhein mit 2:1 durch. Munkelt und Kund hatten wiederum den linken Flügel von Sachsen gebildet.
Nach seiner Rückkehr 1938 nach Nürnberg wurde er mit dem Club 1939 noch Deutscher Pokalsieger und gewann 1939/40 auch nochmals die Meisterschaft in der Gauliga Bayern. In seiner letzten Endrunde um die deutsche Meisterschaft bestritt Kund 1940 alle sechs Gruppenspiele gegen den SV Waldhof Mannheim, Stuttgarter Kickers und Kickers Offenbach und belegte mit seinen Mannschaftskollegen Karl Gußner, Alfred Pfänder, Seppl Schmitt und Georg Hagen mit 6:6 Punkten den 2. Platz. Für den 1. FC Nürnberg hat Kund insgesamt 408 Spiele absolviert, darunter 21 Spiele mit zwei Toren in der Endrunde um die Meisterschaft (1929 bis 1940).
Nach Ende des Zweiten Weltkrieges spielte er mit dem 1. FC Nürnberg 1945/46 noch in der ersten Saison der Fußball-Oberliga Süd. Im Spielerlexikon wird er mit sieben Spielen und zwei Toren notiert. Im Jahr 1946 war dann seine Karriere zu Ende und er betrieb dann in der Nürnberger Innenstadt eine Weinstube. In späteren Jahren führte Kund gemeinsam mit Georg Kennemann eine Toto-Lotto-Annahmestelle.